# Chrysomya putoria
Chrysomya putoria là một loài ruồi đẻ trứng trong các tế bào sống của động vật máu nóng. Chrysomya putoria được xếp cùng chi với Chrysomya bezziana. Chúng có mô sống của động vật máu nóng.